# Peute
Die Peute ist ein zum Stadtteil Veddel gehörendes Industriegebiet in Hamburg. Die Binneninsel Peute liegt zwischen den Elbbrücken, gegenüber von Rothenburgsort und direkt an der Norderelbe. 40 Prozent des Geländes ist Werksgelände der Aurubis AG (früher Norddeutsche Affinerie AG), einem der größten Arbeitgeber Hamburgs. Verwaltet wird die Peute von der Hamburg Port Authority (HPA), da sie zum Hafengebiet gezählt wird.

## Geschichte
Beim Elbdurchstich 1876–1879, der den heutigen Verlauf der Norderelbe herbeiführte, wurde Kaltehofe von der Peute abgetrennt.
Auf der Peute errichtete die Großeinkaufs-Gesellschaft Deutscher Consumvereine (GEG) nach 1920 mehrere große Produktionsstätten, darunter eine Druckerei, Kaffeerösterei, eine chemische Fabrik zur Erzeugung von Waschmitteln und eine Spirituosenabfüllung. Mit der chemischen Fabrik, dem Zentrallager und dem heutigen Elbe-Gewerbe-Zentrum sind drei große und zahlreiche Nebengebäude erhalten. Sie stehen unter Denkmalschutz oder sind in die Liste der erkannten Denkmäler der Stadt Hamburg eingetragen.

## Kraftwerks-Planung
Die Stadtreinigung Hamburg (SRH) und die Norddeutsche Affinerie AG (NA) unterschrieben am 27. März 2006 einen Gründungsvertrag für die Kraftwerk Peute Projektmanagementgesellschaft (KPP). An der Gesellschaft sollten die SRH und die NA je zur Hälfte beteiligt werden. Das neue Kraftwerk mit 100 MW elektrischer Leistung sollte ab Herbst 2009 erstmals Strom produzieren. Es war geplant, pro Jahr 750.000 Tonnen Ersatzbrennstoff aus Müll zu verfeuern und 800.000 Megawattstunden Strom zu erzeugen. Die Investitionen des Kraftwerks waren auf 320 Mio. Euro angesetzt. Die Kraftwerkspläne waren eine Reaktion auf die wiederholt kritisierte Preispolitik des Stromlieferanten Vattenfall.
Diese Pläne wurden im Mai 2007 verworfen, nachdem die Aurubis AG einen Stromliefervertrag mit Vattenfall mit 30-jähriger Laufzeit abgeschlossen hatte. Hiermit wurde der Aurubis ein langfristig günstiger Strompreis garantiert, der den Bau des Kraftwerks zur Stromversorgung überflüssig machte.

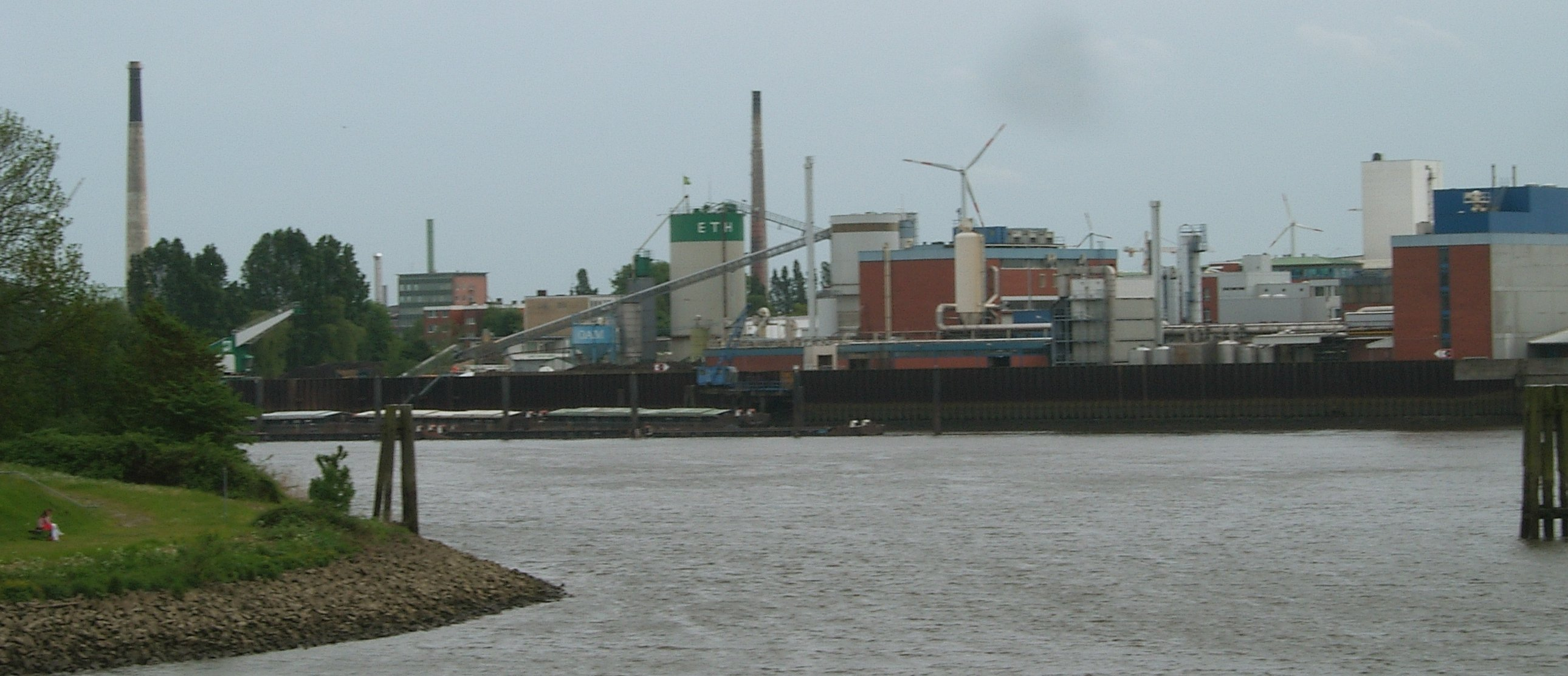
Industrie auf der Peute
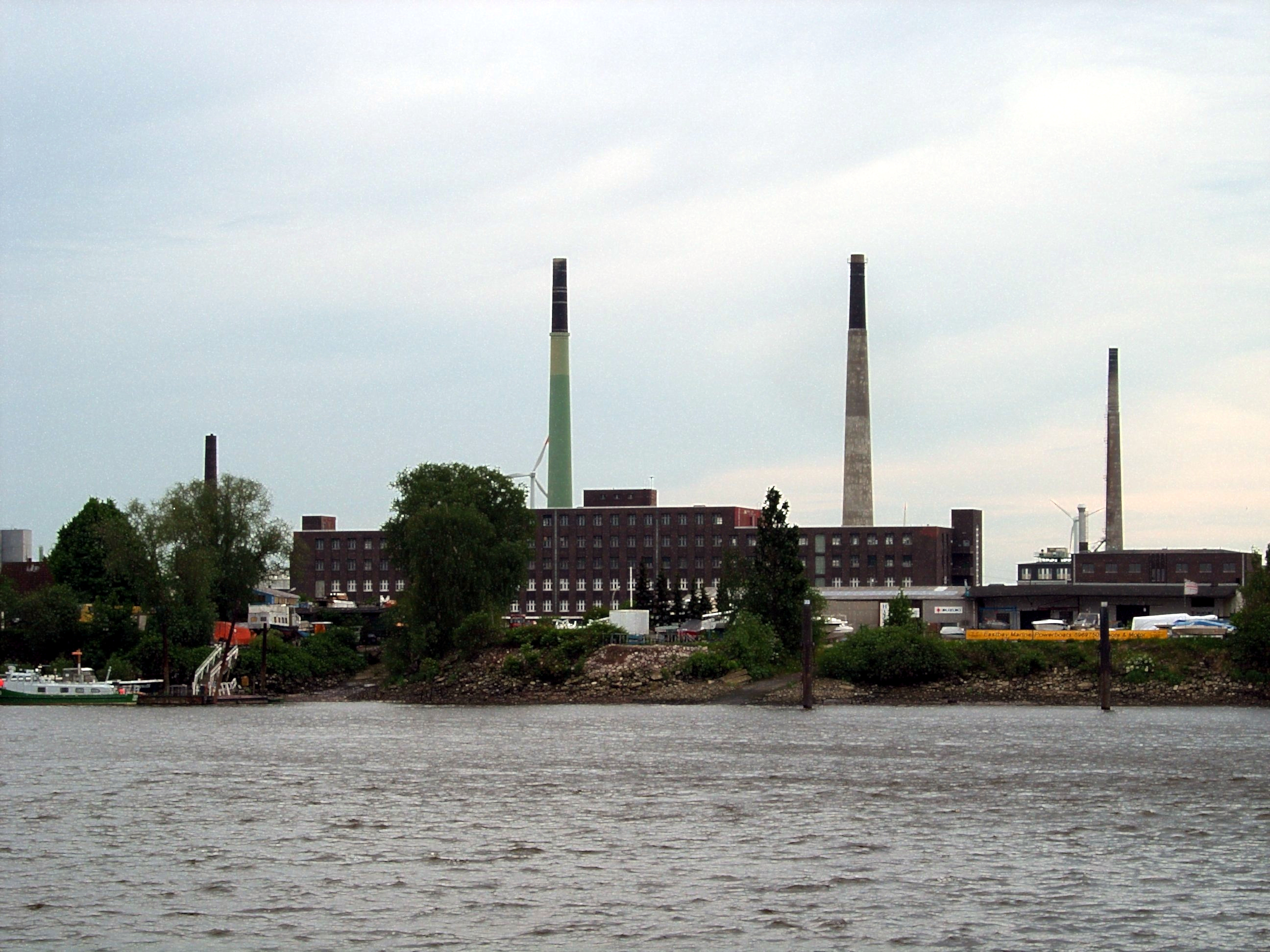
Die ehemalige chemische Fabrik der Großeinkaufs-Gesellschaft Deutscher Consumvereine (GEG)